# Шпігелау
Шпігелау (нім. Spiegelau) — громада в Німеччині, знаходиться в землі Баварія. Підпорядковується адміністративному округу Нижня Баварія. Входить до складу району Фраюнг-Графенау.
Площа — 40,42 км2. Населення становить 3855 ос. (станом на 31 грудня 2020).